# Saison 2019-2020 de l'OGC Nice
Maillots
Chronologie
Saison précédente Saison suivante
La saison 2019-2020 de l'OGC Nice voit le club s'engager dans les trois compétitions nationales que sont la Ligue 1, la Coupe de France et la Coupe de la Ligue.
L'équipe, qui a terminé 7e la saison précédente, renoue avec la Coupe d'Europe en terminant 5e du championnat, à la suite de l'interruption prématurée de la saison découlant de la pandémie de Covid-19.
L'équipe réserve est engagée dans le championnat de National 3, dans le groupe Groupe Corse-Méditerranée, et évolue au stade Charles-Ehrmann.

## Résumé de la saison

### Avant-saison
Nice rencontre amicalement sept clubs durant l'été (PSV, FC Thoune, Liège, Boavista, Cardiff, Burnley et Wolfsburg) et enregistre cinq défaites pour deux victoires.

### Championnat
L'équipe entame le championnat de manière assez médiocre, avec 8 défaites après 16 journée, avant d'arriver péniblement à 27 points à la trêve. Plus que le classement, c'est en particulier le niveau de jeu affiché qui est critiqué. Avec le début de la phase retour, les résultats s'améliorent, et le niveau de jeu tend à se suivre le même chemin jusqu'à la 28ème journée où, à la suite d'un doublé de Kasper Dolberg, l'OGC Nice l'emporte sur l'AS Monaco à la 93ème minute et intègre le top 6 pour la première fois depuis la 7ème journée.
Le championnat étant alors suspendu à la suite de la crise du Covid-19, les résultats sont entérinés et l'OGC Nice, finalement 5ème, retrouvera très probablement l'Europe la saison suivante, les coupes nationales étant dans l'impossibilité d'être jouées.

### Coupe de la Ligue
Après trois défaites consécutives l'équipe est à nouveau battue, cette fois en coupe, et éliminée dès son entrée en lice par Le Mans (3-2).

### Coupe de France
Après un parcours sans faute jusqu'en huitièmes de finale (avec notamment une victoire face à Fréjus et une autre face au Red Star), Nice est stoppée par une équipe de Ligue 1, Lyon, sur le score de 1 - 2.

## Effectif professionnel actuel
Pour cette saison 2019-2020, l'équipe première est toujours entrainée par Patrick Vieira qui a réussi à amener le club à la 8e place l'an passé malgré une effectif lacunaire, en particulier dans le secteur offensif.
En grisé, les sélections de joueurs internationaux chez les jeunes mais n'ayant jamais été appelés aux échelons supérieur une fois l'âge limite dépassé ou les joueurs ayant pris leur retraite internationale.

## Transferts
| Nom                   | Nationalité   | Poste     | Transfert           | Provenance/Destination             |
| --------------------- | ------------- | --------- | ------------------- | ---------------------------------- |
| Arrivées              |               |           |                     |                                    |
| Kasper Dolberg        | Danemark      | Attaquant | Transfert           | Ajax Amsterdam (Eredivisie)        |
| Stanley Nsoki         | France        | Milieu    | Transfert           | Paris Saint-Germain (Ligue 1)      |
| Alexis Claude-Maurice | France        | Milieu    | Transfert           | FC Lorient (Ligue 2)               |
| Hichem Boudaoui       | Algérie       | Milieu    | Transfert           | Paradou AC (Ligue 1 Algérienne)    |
| Adam Ounas            | Algérie       | Milieu    | Prêt avec OA        | SSC Napoli (Serie A)               |
| Khéphren Thuram       | France        | Milieu    | Libre               | AS Monaco (Ligue 1)                |
| Romain Perraud        | France        | Défenseur | Retour de prêt      | Paris FC (Ligue 2)                 |
| Vincent Marcel        | France        | Milieu    | Retour de prêt      | ESTAC (Ligue 2)                    |
| Ibrahim Cissé         | Côte d'Ivoire | Défenseur | Premier contrat pro | RC Abidjan (Ligue 1 Ivoirienne)    |
| Andy Pelmard          | France        | Defenseur | Premier contrat pro | OGC Nice B (CFA)                   |
| Eddy Sylvestre        | France        | Milieu    | Premier contrat pro | OGC Nice B (CFA)                   |
| Thomas Valtriani      | France        | Milieu    | Premier contrat pro | OGC Nice B (CFA)                   |
| Yanis Hamache         | France        | Défenseur | Premier contrat pro | OGC Nice B (CFA)                   |
| Pedro Brazão          | Portugal      | Milieu    | Premier contrat pro | OGC Nice B (CFA)                   |
| Départs               |               |           |                     |                                    |
| Allan Saint-Maximin   | France        | Attaquant | Transfert           | Newcastle United (Premier League)  |
| Olivier Boscagli      | France        | Défenseur | Transfert           | PSV Eindhoven (Eredivisie)         |
| Romain Perraud        | France        | Défenseur | Transfert           | Stade brestois 29 (Ligue 1)        |
| Vincent Marcel        | France        | Milieu    | Transfert           | Vitória Guimarães (Primeira Liga ) |
| Mickaël Le Bihan      | France        | Attaquant | Transfert           | AJ Auxerre (Ligue 2)               |
| Jean-Victor Makengo   | France        | Milieu    | Prêt avec OA        | Toulouse FC (Ligue 1)              |
| Eddy Sylvestre        | France        | Milieu    | Prêt sans OA        | AJ Auxerre (Ligue 2)               |
| Ihsan Sacko           | France        | Attaquant | Prêt sans OA        | ES Troyes AC (Ligue 2)             |
| Yanis Hamache         | France        | Défenseur | Prêt sans OA        | Red Star (National)                |
| Christophe Jallet     | France        | Défenseur | Fin de contrat      | Amiens SC (Ligue 1)                |
| Mouez Hassen          | Tunisie       | Gardien   | Fin de contrat      | Cercle Bruges (Division 1A)        |
| Albert Rafetraniaina  | Madagascar    | Milieu    | Fin de contrat      | AS Bisceglie 1913 (Lega Pro)       |
| Lamine Diaby-Fadiga   | France        | Attaquant | Licenciement        | Paris FC (Ligue 2)                 |

| Nom              | Nationalité   | Poste     | Transfert    | Provenance/Destination            |
| ---------------- | ------------- | --------- | ------------ | --------------------------------- |
| Arrivées         |               |           |              |                                   |
| Alexis Trouillet | France        | Milieu    | Transfert    | Stade rennais (Ligue 1)           |
| Dan Ndoye        | Suisse        | Attaquant | Transfert    | Lausanne-Sport (Challenge League) |
| Moussa Wagué     | Sénégal       | Défenseur | Prêt avec OA | FC Barcelona (Liga)               |
| Riza Durmisi     | Danemark      | Défenseur | Prêt avec OA | Lazio Roma (Serie A)              |
| Départs          |               |           |              |                                   |
| Rémi Walter      | France        | Milieu    | Transfert    | Yeni Malatyaspor (Süper Lig)      |
| Bassem Srarfi    | Tunisie       | Milieu    | Transfert    | SV Zulte Waregem (Division 1A)    |
| Adrien Tameze    | Cameroun      | Milieu    | Prêt avec OA | Atalanta Bergame (Serie A)        |
| Racine Coly      | Sénégal       | Défenseur | Prêt avec OA | FC Famalicão (Primeira Liga)      |
| Ibrahim Cissé    | Côte d'Ivoire | Défenseur | Prêt sans OA | FC Famalicão (Primeira Liga)      |
| Dan Ndoye        | Suisse        | Attaquant | Prêt sans OA | Lausanne-Sport (Challenge League) |
| Hicham Mahou     | France        | Attaquant | Prêt sans OA | Red Star (National)               |

## Détail des matchs

### Matchs amicaux (avant-saison)
L'OGC Nice a affronté sept équipes lors de sa préparation d'avant saison dans le cadre de sa tournée d'été. Ces équipes sont :
- PSV Eindhoven le 7 juillet à Vevey
- FC Thoune le 13 juillet à Divonne
- Standard de Liège le 21 juillet à Liège
- Boavista FC le 24 juillet à Porto
- Cardiff City FC le 27 juillet à Cardiff
- Burnley FC le 30 juillet à Burnley
- VfL Wolfsbourg le 3 août à Wolfsbourg

### Ligue 1

#### Classement
| Rang | Équipe                 | Pts | J  | G  | N  | P  | Bp | Bc | Diff | Qualification ou relégation                                             |
| ---- | ---------------------- | --- | -- | -- | -- | -- | -- | -- | ---- | ----------------------------------------------------------------------- |
| 2    | Olympique de Marseille | 56  | 28 | 16 | 8  | 4  | 41 | 29 | +12  | Qualification pour la phase de groupes de la Ligue des champions        |
| 3    | Stade rennais FC       | 50  | 28 | 15 | 5  | 8  | 38 | 24 | +14  | Qualification pour la phase de groupes de la Ligue des champions        |
| 4    | LOSC Lille             | 49  | 28 | 15 | 4  | 9  | 35 | 27 | +8   | Qualification pour la phase de groupes de la Ligue Europa               |
| 5    | OGC Nice               | 41  | 28 | 11 | 8  | 9  | 41 | 38 | +3   | Qualification pour la phase de groupes de la Ligue Europa               |
| 6    | Stade de Reims         | 41  | 28 | 10 | 11 | 7  | 26 | 21 | +5   | Qualification pour le deuxième tour de qualification de la Ligue Europa |
| 7    | Olympique lyonnais     | 40  | 28 | 11 | 7  | 10 | 42 | 27 | +15  |                                                                         |
| 8    | Montpellier Hérault SC | 40  | 28 | 11 | 7  | 10 | 35 | 34 | +1   |                                                                         |

## Saison 2019-2020

### Équipementier et sponsors
L'OGC Nice a annoncé, en fin de saison passée, la prolongation de sa collaboration avec l'équipementier Italien Macron, jusqu'en 2022.
Après ne pas avoir eu de sponsor titre durant une saison, l'OGC Nice affiche cette saison l'entreprise INEOS sur sa face avant. L'entreprise anglaise est devenue propriétaire du club le 26 août 2019 et en devient également le sponsor titre. 
Parmi les autres sponsors de l'OGC Nice figurent la métropole Nice Côte d'Azur, Winamax et la ville de Nice. Ils sont rejoints cette saison par Actual group, réseau d'agences d'emploi, qui devient partenaire du Gym pour deux saisons.

### Derbys de la saison

#### Championnat
| Club         | Aller    | Retour               | Club                   |
| ------------ | -------- | -------------------- | ---------------------- |
| OGC Nice     | 1-2 (J3) | Saison arrêtée (J34) | Olympique de Marseille |
| AS Monaco FC | 3-1 (J7) | 1-2 (J28)            | OGC Nice               |

#### Résultats par journée
| Journée   | 01 | 02 | 03 | 04 | 05 | 06 | 07 | 08 | 09 | 10  | 11  | 12  | 13  | 14  | 15  | 16  | 17  | 18  | 19  | 20  | 21  | 22 | 23 | 24  | 25 | 26  | 27 | 28 | 29 | 30 | 31 | 32 | 33 | 34 | 35 | 36 | 37 | 38 |
| --------- | -- | -- | -- | -- | -- | -- | -- | -- | -- | --- | --- | --- | --- | --- | --- | --- | --- | --- | --- | --- | --- | -- | -- | --- | -- | --- | -- | -- | -- | -- | -- | -- | -- | -- | -- | -- | -- | -- |
| Terrain   | D  | E  | D  | E  | E  | D  | E  | D  | E  | D   | E   | D   | D   | E   | D   | E   | D   | E   | D   | E   | D   | D  | E  | D   | E  | D   | E  | D  |    |    |    |    |    |    |    |    |    |    |
| Résultats | V  | V  | D  | V  | D  | V  | D  | N  | D  | D   | D   | V   | N   | D   | V   | D   | V   | N   | V   | N   | N   | V  | N  | D   | V  | N   | N  | V  |    |    |    |    |    |    |    |    |    |    |
| Points    | 3  | 6  | 6  | 9  | 9  | 12 | 12 | 13 | 13 | 13  | 13  | 16  | 17  | 17  | 20  | 20  | 23  | 24  | 27  | 28  | 29  | 32 | 33 | 33  | 36 | 37  | 38 | 41 |    |    |    |    |    |    |    |    |    |    |
| Place     | 6e | 2e | 5e | 3e | 6e | 3e | 7e | 6e | 9e | 11e | 15e | 13e | 13e | 15e | 12e | 14e | 13e | 14e | 10e | 11e | 12e | 8e | 8e | 11e | 9e | 10e | 9e | 6e |    |    |    |    |    |    |    |    |    |    |

Source : lfp.fr (Ligue de football professionnel)
Terrain : D = Domicile ; E = Extérieur. Résultat : D = Défaite ; N = Nul ; V = Victoire.

### Statistiques diverses

#### Meilleurs buteurs
Ligue 1 et coupes
|   | Buteur                | L1 | CDF | CDL | Total |
| - | --------------------- | -- | --- | --- | ----- |
| 1 | Kasper Dolberg        | 11 | 0   | 0   | 11    |
| 1 | Wylan Cyprien         | 7  | 0   | 1   | 8     |
| 3 | Pierre Lees-Melou     | 5  | 0   | 1   | 6     |
| 4 | Ignatius Ganago       | 3  | 1   | 0   | 4     |
| 4 | Adam Ounas            | 2  | 2   | 0   | 4     |
| 6 | Christophe Hérelle    | 3  | 0   | 0   | 3     |
| 7 | Hicham Boudaoui       | 1  | 1   | 0   | 2     |
| 8 | Dante                 | 1  | 0   | 0   | 1     |
| 8 | Racine Coly           | 1  | 0   | 0   | 1     |
| 8 | Adrien Tameze         | 1  | 0   | 0   | 1     |
| 8 | Youcef Atal           | 1  | 0   | 0   | 1     |
| 8 | Patrick Burner        | 1  | 0   | 0   | 1     |
| 8 | Arnaud Lusamba        | 1  | 0   | 0   | 1     |
| 8 | Myziane Maolida       | 1  | 0   | 0   | 1     |
| 8 | Malang Sarr           | 1  | 0   | 0   | 1     |
| 8 | Alexis Claude-Maurice | 1  | 0   | 0   | 1     |
| 8 | Danilo                | 0  | 1   | 0   | 1     |
|   | 17 buteurs            | 41 | 5   | 2   | 48    |

#### Meilleurs passeurs
Ligue 1 et coupes
|   | Passeur               | L1 | CDF | CDL | Total |
| - | --------------------- | -- | --- | --- | ----- |
| 1 | Pierre Lees-Melou     | 6  | 0   | 0   | 6     |
| 2 | Adam Ounas            | 4  | 1   | 0   | 5     |
| 2 | Wylan Cyprien         | 3  | 1   | 1   | 5     |
| 4 | Kasper Dolberg        | 3  | 0   | 0   | 3     |
| 5 | Arnaud Lusamba        | 2  | 0   | 0   | 2     |
| 5 | Myziane Maolida       | 2  | 0   | 0   | 2     |
| 5 | Moussa Wagué          | 2  | 0   | 0   | 2     |
| 5 | Alexis Claude-Maurice | 1  | 1   | 0   | 2     |
| 9 | Mickaël Le Bihan      | 1  | 0   | 0   | 1     |
| 9 | Stanley Nsoki         | 1  | 0   | 0   | 1     |
| 9 | Arnaud Lusamba        | 1  | 0   | 0   | 1     |
| 9 | Patrick Burner        | 1  | 0   | 0   | 1     |
| 9 | Ignatius Ganago       | 1  | 0   | 0   | 1     |
| 9 | Hicham Boudaoui       | 1  | 0   | 0   | 1     |
| 9 | Dante                 | 0  | 1   | 0   | 1     |
|   | 15 passeurs           | 29 | 4   | 1   | 34    |

#### Aiglon du mois
Chaque mois, les internautes élisent le meilleur joueur du mois écoulé sur le site officiel du club.
| Mois      | Joueur            |
| --------- | ----------------- |
| Août      | Wylan Cyprien     |
| Septembre | Kasper Dolberg    |
| Octobre   | Walter Benítez    |
| Novembre  | Kasper Dolberg    |
| Décembre  | Pierre Lees-Melou |
| Janvier   | Pierre Lees-Melou |
| Février   | Kasper Dolberg    |
| Mars      |                   |
| Avril     |                   |
| Mai       |                   |

### Autres

#### Buts
- Premier but de la saison : Christophe Hérelle   32e lors de OGC Nice - Amiens SC, le 10 août 2019.
- Dernier but de la saison : Kasper Dolberg   90e lors de OGC Nice - AS Monaco FC, le 7 mars 2020.
- Premier penalty : Wylan Cyprien   10e (pen.) lors de Nîmes Olympique - OGC Nice, le 17 août 2019.
- Premier doublé : Wylan Cyprien à la   10e puis à la   41e (pen.) lors de OGC Nice - FC Metz, le 7 décembre 2019.
- Premier triplé :
- But le plus rapide d'une rencontre :  Alexis Claude-Maurice   6e lors de OGC Nice - Nîmes Olympique, le 8 février 2020.
- But le plus tardif d'une rencontre : Dante   90+5e lors de OGC Nice - Amiens SC, le 10 août 2019.
- Plus grande marge : 4 buts
  - OGC Nice 4 - 1 FC Metz, le 7 décembre 2019.
- Plus grand nombre de buts marqués : 4 buts
  - OGC Nice 4 - 1 FC Metz, le 7 décembre 2019.
- Plus grand nombre de buts marqués en une mi-temps : 3 buts
  - OGC Nice 3 - 0 Toulouse FC, le 21 décembre 2019.

#### Discipline
- Premier carton jaune : Mickaël Le Bihan  77e lors de OGC Nice - Amiens SC, le 10 août 2019.
- Premier carton rouge : Racine Coly   51e lors de Nîmes Olympique - OGC Nice, le 17 août 2019.
- Carton jaune le plus rapide : Racine Coly  11e lors de Nîmes Olympique - OGC Nice, le 17 août 2019.
- Carton jaune le plus tardif : Dante  90+5e lors de OGC Nice - Amiens SC, le 10 août 2019.
- Carton rouge le plus rapide : Racine Coly   51e lors de Nîmes Olympique - OGC Nice, le 17 août 2019.
- Carton rouge le plus tardif : Racine Coly   51e lors de Nîmes Olympique - OGC Nice, le 17 août 2019.

- Plus grand nombre de cartons jaunes dans un match :  8 cartons (Théo Valls, Pablo Martinez, Romain Philippoteaux et Sofiane Alakouch pour Nîmes, Racine Coly, Christophe Hérelle, Wylan Cyprien et Adrien Tameze pour Nice) lors de Nîmes Olympique - OGC Nice, le 17 août 2019.
- Plus grand nombre de cartons rouges dans un match : 3 cartons (Pablo Martinez et Anthony Briançon pour Nîmes, Racine Coly pour Nice) lors de Nîmes Olympique - OGC Nice, le 17 août 2019.